# Alexis Brézet
Alexis Brézet, né le 24 août 1962 à Toulouse (Haute-Garonne), est un journaliste et éditorialiste français spécialisé dans le domaine de la politique intérieure,,.

## Biographie

### Origines et études
Fils d'officiers toulousains, Alexis Brézet a fait ses études au lycée public Pierre-de-Fermat à Toulouse, où il effectue une hypokhâgne. Il est également diplômé de Sciences Po Paris (section Service public, promotion 1984).

### Débuts
À la fin des années 1980, Alexis Brézet est engagé à l'extrême droite, comme conseiller et prête-plume d'un député européen du Front national, Jean-Marie Le Chevallier,, avant d'avoir divers successeurs auprès de ce parlementaire, dont Serge de Beketch puis Jean-Pierre Thiollet. À la même période, il reprend la rubrique La Lettre de M. Rastignac dans l'hebdomadaire Valeurs actuelles.
Dans les années 1990, Alexis Brézet signe au Spectacle du Monde. Il est nommé rédacteur en chef politique de Valeurs actuelles (groupe Valmonde). Le 29 janvier 1999, il est promu directeur de la rédaction de Valeurs actuelles, succédant à Henri Marque qui devient membre du comité éditorial.

### Le Figaro
Alexis Brézet est en janvier 2000 directeur adjoint de la rédaction du Figaro où l'a appelé le nouveau directeur de la rédaction Jean de Belot, et il est responsable des rubriques politique et société. Le 19 novembre 2004, à la suite d'une réorganisation menée par Nicolas Beytout, Alexis Brézet garde ses attributions auxquelles s'ajoutent les secteurs sciences et médecine[source insuffisante].
Le 27 août 2007, il est nommé directeur délégué de la rédaction du Figaro magazine par Étienne Mougeotte (récemment nommé directeur de la rédaction). Le 22 novembre 2007, Alexis Brézet est promu directeur de la rédaction du Figaro magazine, Étienne Mougeotte devenant directeur des rédactions du groupe Figaro. Au Figaro, Étienne Mougeotte s'appuie notamment sur Jean-Michel Salvator, qui demeure directeur délégué de la rédaction. Le 12 juillet 2012, il est nommé directeur des rédactions du Figaro par Serge Dassault à la suite du départ d'Étienne Mougeotte,.
Le 13 octobre 2016, il anime avec Gilles Bouleau et Élizabeth Martichoux, le premier débat de la primaire présidentielle des Républicains, opposant les sept candidats, organisé par TF1, RTL et Le Figaro.
Depuis la rentrée 2022, il intervient désormais en tant qu’éditorialiste politique bihebdomadaire dans la matinale d’Europe 1 incarnée par Dimitri Pavlenko.

## Prises de position
En 2002, il vote pour Jean-Marie Le Pen.
Libération le considère comme le tenant d'« une ligne très à droite […], libérale sur le plan économique et conservatrice sur les sujets de société ». Comme Vincent Trémolet de Villers, il se situe bien loin de la droite classiquement libérale et républicaine et défend de longue date l’union de la droite et de l’extrême droite. Pour Challenges, il porte des « convictions de droite assumées ». Télérama le qualifie de « libéral pur sucre ». Sur Mediapart, Laurent Mauduit indique en 2012 qu'il « défend de longue date les thèses de la droite radicale » et que son ambition est de faire du Figaro « un journal organisant des passerelles entre la droite républicaine et l’extrême-droite ». De fait, de très nombreux sites Internet de la droite radicale ou de l’extrême droite ont salué son accession à la tête du Figaro. Éric Zemmour, dont il est un ami, dit à son sujet : « c'est moi en sage. Il est beaucoup moins provoc', mais depuis nos débuts, en 1988, nous avons la même matrice ». Lors de son accession à la tête de la rédaction du Figaro, Alexis Brézet a fixé comme mission au journal de « revendiquer davantage nos valeurs : être un journal libéral mais pas dogmatique, être un journal conservateur mais pas passéiste ».
Le 29 novembre 2010, dans RTL soir de Christophe Hondelatte, Alexis Brézet analyse les résultats du référendum suisse sur l'expulsion des étrangers ayant fait l'objet de certaines condamnations, et conclut sur « le phénomène européen de coupure entre le peuple et les élites ».
En 2012, il a condamné à deux reprises l'« islamisation » de la France. La même année, à l'occasion de la réédition du Camp des saints de Jean Raspail, il évoque un « livre prophétique qui fera grincer des dents les adeptes de la France multiculturelle et du métissage universel. Il faut le lire, ne serait-ce que pour mesurer combien la liberté d’expression a reculé dans notre pays depuis 40 ans ». Il appelle notamment à ce que « l'UMP campe bien sa droite. Ceux qui plaident pour son recentrage seront les artisans et les responsables de ces alliances ». Alexis Brézet critique par exemple la suppression de la double peine par Nicolas Sarkozy. En novembre 2012, à la suite du congrès de l'UMP, au cours duquel se déroule l'élection contestée du président du parti, il critique fermement le comportement des deux candidats ainsi que des différents protagonistes, à la fois dans son journal Le Figaro et dans différents médias,.
Alexis Brézet défend la messe en latin. Très critique à l'égard des marches pour le climat, il déclare : « On a connu, à l’époque de Mao, les Gardes rouges qui dénonçaient leurs parents. Là, on a une génération de Gardes verts. » D'après les journalistes Ariane Chemin et Vanessa Schneider, il serait opposé aux 35 heures et au mariage homosexuel et également « farouchement hostile » à l'IVG.
En juin 2024, lors de la campagne des législatives, il prend la défense d'Éric Ciotti et milite pour une alliance entre les Républicains et le Rassemblement national,. Entre les deux tours, son éditorial donne le sentiment d’appeler au vote pour le parti d’extrême droite, provoquant la colère d'une partie de la rédaction du Figaro.
Il est signataire de l'appel lancé le 20 février 2025 par le magazine Le Point sous l'intitulé « Halte aux campagnes de désinformation et de dénigrement menées sur Wikipédia »,.

## Vie privée
Catholique, marié, et  père de 4 filles.

## Ouvrages
- Dir. avec Jean-Christophe Buisson, Les Grands Duels qui ont fait la France, Paris, Perrin, 2014 (réimpr. 2016), 423 p. (ISBN 978-2-262-04724-5, BNF 44213662)
- Dir. avec Solenn de Royer-Dupré, Le deuil du pouvoir. Les cent derniers jours à l'Élysée, Paris, Perrin, 2017, 320 p.

### Préfaces
- Eugène de Rastignac (ill. Jacky Redon), Le Dictionnaire Rastignac illustré : répertoire alphabétique, inédit et raisonné des personnages de la comédie contemporaine, écrit par Eugène de Rastignac pour son cousin de province, Paris, Valmonde, 1998, 303 p. (ISBN 978-2-86401-079-1, BNF 36973489)Reprend des articles parus dans Valeurs actuelles.